# Timoteo (escultor)

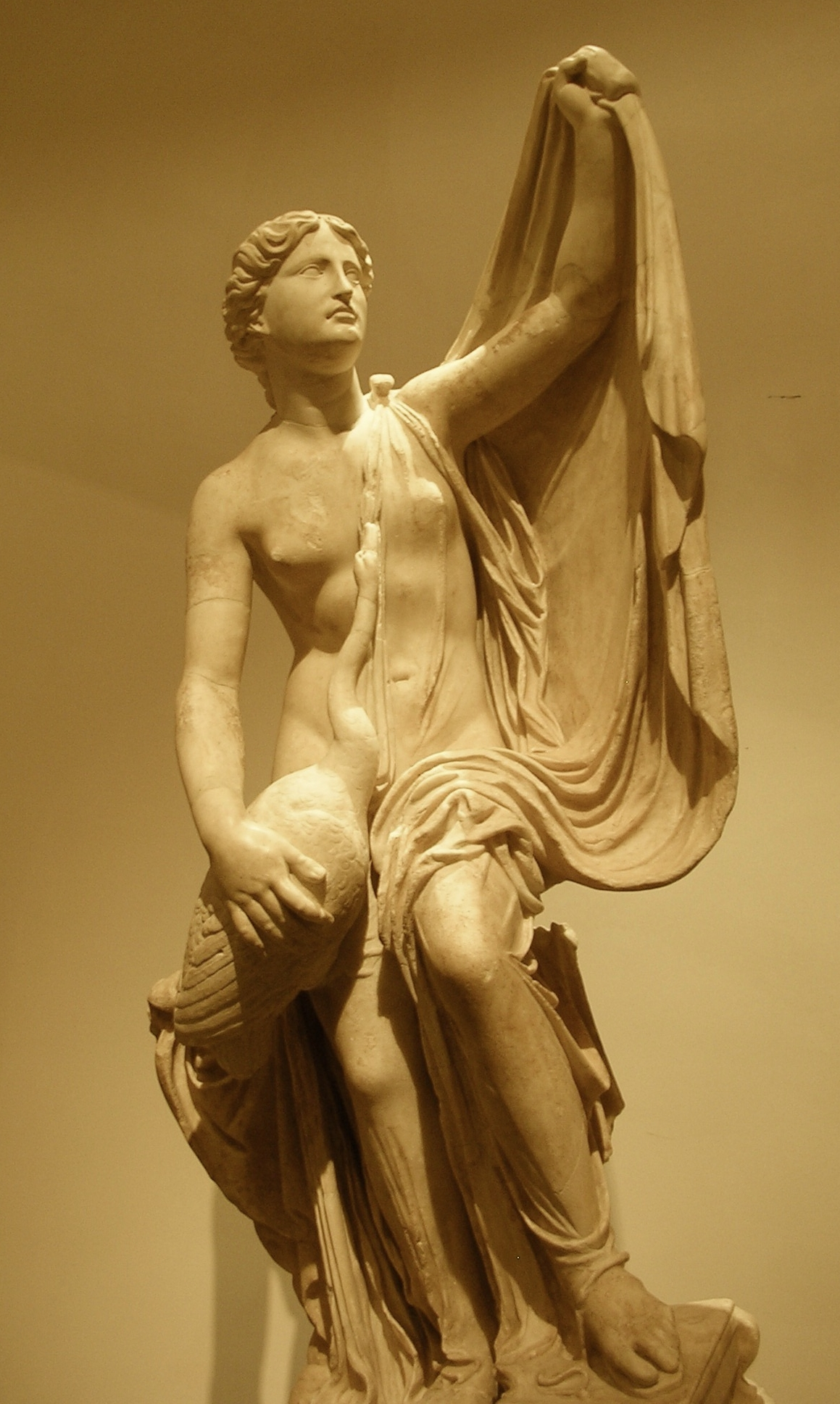
Mármol romano de Leda y el cisne (Museo del Prado).

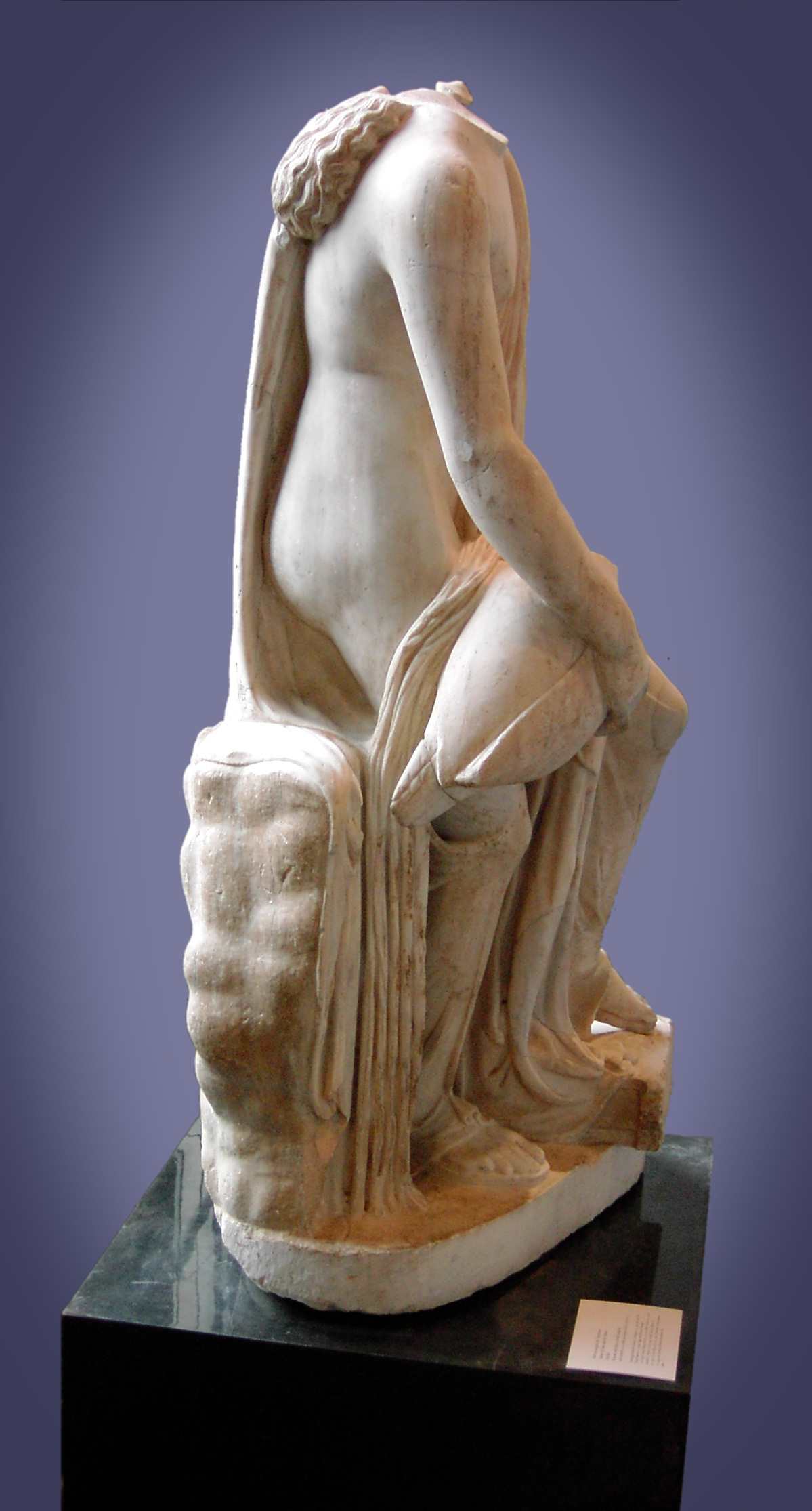
Leda y el cisne (Yale University Art Gallery).

Timoteo (en griego antiguo Τιμόθεος; ¿Epidauro?,-Epidauro, c. 340 a. C.) fue un escultor griego del siglo IV a. C. uno de los rivales y contemporáneos de Escopas de Paros. Trabajó en la construcción de la tumba de Mausolo en Halicarnaso desde 353 a 350 a. C.. Fue probablemente el escultor jefe del templo de Asclepio de Epidauro, el Asclepeion, que data de c. 380 a. C. Se le atribuye una escultura de Leda y el cisne en la que la figura reina Leda de Esparta protegindo a un cisne de una águila. Una copia romana de mármol basada en ella se halla en los Museos Capitolinos. El tema pudo haber sido popular, juzgando la más de una docena de copias romanas de mármol que se conservan.  La versión más famosa estuvo en los Museos Capitolinos, en Roma, adquirida por el papa Clemente XIV de su cardenal Alessandro Albani. Existe una versión restaurada en el  Museo del Prado, en Madrid, y una incompleta en la Yale University Art Gallery, en New Haven, Connecticut.
Otras obras que le atribuyen las fuentes son: una estatua de Asclepio en la polis de Trecén (una efigie de Hipólito según la tradición local); Marco Vitrubio menciona una estatua de Ares en la acrópolis de Halicarnaso, realizada tal vez en colaboración con Leocares;
Del frontón occidental del Asclepeion de Epidauro, Vlad Borrelli y Moreno le atribuyen una Niké, la figura central.
Las pocas obras atribuibles a Timoteo lo adscriben a la corriente «manierista» postfidiaca, que muestra su gusto por el claroscuro. En particular, su estilo está próximo al de Calímaco, a quien podría habría tenido como modelo en su aprendizaje, debido a su origen común en el Peloponeso.